# Meredith Greyová
Meredith Greyová je fiktivní postava z televizního seriálu společnosti ABC Chirurgové (Grey's Anatomy). Postavu, vytvořenou producentkou Shondou Rhimesovou, ztvárnila americká herečka Ellen Pompeová.